# 黑紋前角單棘魨
黑紋前角單棘魨，又稱黑紋前角魨，為輻鰭魚綱魨形目鱗魨亞目單棘魨科的其中一種，為熱帶海水魚，分布於西太平洋區的日本、澳洲及所羅門群島海域，棲息深度8-25公尺，體長可達10公分，棲息在礁石區、潟湖，生活習性不明。

## 扩展阅读
維基物種上的相關：黑紋前角單棘魨